# Hoplitalysia slossonae
Hoplitalysia slossonae är en stekelart som beskrevs av William Harris Ashmead 1900. Hoplitalysia slossonae ingår i släktet Hoplitalysia och familjen bracksteklar. Inga underarter finns listade i Catalogue of Life.